# 岩洞甲镖水蚤
岩洞甲镖水蚤（学名：Argyrodiaptomus cavernicolax）为镖水蚤科甲镖水蚤属的动物，是中国的特有物种。分布于广东等地，常生活于洞穴中。